# Liste der Kulturgüter in Les Clées
Die Liste der Kulturgüter in Les Clées enthält alle Objekte in der Gemeinde Les Clées im Kanton Waadt, die gemäss der Haager Konvention zum Schutz von Kulturgut bei bewaffneten Konflikten, dem Bundesgesetz vom 20. Juni 2014 über den Schutz der Kulturgüter bei bewaffneten Konflikten sowie der Verordnung vom 29. Oktober 2014 über den Schutz der Kulturgüter bei bewaffneten Konflikten unter Schutz stehen.
Objekte der Kategorien A und B sind vollständig in der Liste enthalten, Objekte der Kategorie C fehlen zurzeit (Stand: 1. Januar 2023).

## Kulturgüter
| Foto |                                                                                                 | Objekt | Kat. | Typ | Standort                           | Beschreibung |
| ---- | ----------------------------------------------------------------------------------------------- | --- | ---- | --- | ---------------------------------- | ------------ |
| ja   | Datei hochladen · Wikidata zu Burgruine Les Clées (Q2971473)                                    | Les Clées, Burgruine und abgegangene mittelalterliche Stadt / Les Clées, ruines du château et ville abandonnée médiévale KGS-Nr.: 05998 | A    | F   | Impasse du Château 525399 / 175960 |              |
| ja   | Datei hochladen · Wikidata zu Bois de Chassagne, Schalensteine unbekannter Zeitraum (Q29891089) | Bois de Chassagne, Schalensteine unbekannter Zeitstellung / Bois de Chassagne, pierres à cupules de période inconnue KGS-Nr.: 14660     | B    | F   | 527579 / 177049                    |              |